# شهرستان مونتگومری (آیووا)
شهرستان مونتگومری، آیووا (به انگلیسی: Montgomery County, Iowa) شهرستانی در ایالات متحده آمریکا است که در آیووا واقع شده‌است.

## خصوصیات
شهرستان مونتگومری ۱٬۱۰۰٫۷۵ کیلومترمربع مساحت دارد.